# L'Ossera
L'Ossera és una muntanya de 636 metres que es troba al municipi de Gaià, a la comarca catalana del Bages.